# Galeola cathcartii
Galeola cathcartii är en orkidé som beskrevs av Joseph Dalton Hooker. Arten ingår i släktet Galeola och familjen orkidéer. Den förekommer från Sikkim till Thailand, och inga underarter finns listade i Catalogue of Life.